# Bepaling van evenwichtsconstanten
Evenwichtsconstanten worden bepaald om chemische evenwichten te kwantificeren. Wanneer een evenwichtsconstante {\displaystyle K} wordt uitgedrukt in een concentratiequotiënt, wordt geïmpliceerd dat het activiteitsquotiënt constant is (zie onderstaande vergelijking). Wil deze veronderstelling geldig zijn, dan moeten de evenwichtsconstanten worden bepaald in een medium met een relatief hoge ionsterkte. Wanneer dit niet mogelijk is, moet rekening worden gehouden met mogelijke activiteitsvariaties.
{\displaystyle K={\frac {\mathrm {[S]} ^{\sigma }\mathrm {[T]} ^{\tau }\cdots }{\mathrm {[A]} ^{\alpha }\mathrm {[B]} ^{\beta }\cdots }}}.
Het bovenstaande evenwicht is een functie van de concentraties [A], [B] enz. De evenwichtsconstante kan worden bepaald als een van deze concentraties kan worden gemeten. Deze concentratie worden over het algemeen gemeten aan de hand van een reeks oplossingen waarin de analytische concentraties van de reactanten bekend zijn. Meestal wordt hiervoor een titratie uitgevoerd met een of meer reactanten in het titratievat en een of meer reactanten in de buret.
Er bestaan veel technieken waarmee evenwichtsconstanten bepaald worden. Er wordt gebruik gemaakt van verschillende afgeleide technieken zoals potentiometrische titratie, spectrofotometrie of computationele methoden.